# Tintinnabularia
Tintinnabularia là chi thực vật có hoa trong họ Apocynaceae.